# Geheimagent T
Geheimagent T (Originaltitel: T-Men) ist ein in Schwarzweiß gedrehter US-amerikanischer Film noir von Anthony Mann aus dem Jahr 1947. Der Film war 1948 für einen Oscar in der Kategorie Bester Ton nominiert.

## Handlung
Nachdem in Los Angeles ein für das amerikanische Schatzamt wichtiger Informant ermordet wurde, sollen die Ermittler Dennis O’Brien und Tony Genaro als verdeckte Ermittler einen Geldfälscherring ausheben. Durch mühsame Kleinarbeit gelingt es ihnen, sich das Vertrauen eines Detroiter Gangsters zu erschleichen, der gute Verbindungen zu der Bande in Kalifornien hat. Beim Versuch, Schritt für Schritt bis in die Spitze der Organisation vorzudringen, wird Genaro schließlich enttarnt und O’Brien muss tatenlos zusehen, wie sein Partner von dem skrupellosen Killer Moxie erschossen wird. Unbeirrt setzt er aber seinen Auftrag im Alleingang fort und rückt dem eigentlichen Drahtzieher immer näher. Die ganze Bande wird schließlich festgenommen und der fliehende Moxie von O’Brien erschossen.

## Synchronisation
Es existieren zwei deutsche Synchronfassungen. Die erste Synchronfassung entstand bei der Rhythmoton Film Produktion in Hamburg. Charlotte Decker und Peter Moesser schrieben das Dialogbuch, Fritz Schröder-Jahn führte Regie. Die zweite Synchronfassung entstand bei der Berliner Synchron. Jürgen Neu schrieb das Dialogbuch und führte Regie.
| Rolle           | Darsteller     | Synchronsprecher (Kino 1950) | Synchronsprecher (TV 1977) |
| --------------- | -------------- | ---------------------------- | -------------------------- |
| Dennis O’Brien  | Dennis O’Keefe | Wolf Martini                 | Dieter B. Gerlach          |
| Evangeline      | Mary Meade     | Gertrud Meyen                | ?                          |
| Tony Genaro     | Alfred Ryder   | Horst Beck                   | Klaus Jepsen               |
| Der „Professor“ | Wallace Ford   | ?                            | Heinz Theo Branding        |
| Moxie           | Charles McGraw | ?                            | Helmut Krauss              |
| Agent Lindsay   | Jim Bannon     | Benno Gellenbeck             | ?                          |
| Diana Simpson   | Jane Randolph  | ?                            | Andrea Brix                |
| Gregg           | Art Smith      | ?                            | Klaus Miedel               |
| Chief Carson    | Herbert Heyes  | ?                            | Arnold Marquis             |
| „Shiv“ Triano   | John Wengraf   | ?                            | Hans Künster               |

## Hintergrund
Geheimagent T startete am 15. Dezember 1947 in den Kinos der USA. In Deutschland kam er am 13. Januar 1950 in die Kinos.

## Kritik
„Nach authentischen Akten der Polizei von Los Angeles gedrehter Kriminalfilm, gekonnt inszeniert, spannend, hart, realitätsnah“, schrieb das Lexikon des internationalen Films, das zusätzlich anmerkte: „Was wie ein Dokumentarfilm in pädagogisch-patriotischem Ton anfängt, entwickelt sich zu einer beklemmenden Reise durch das Universum des ‚film noir‘.“